# Вироби з рубленого м'яса
Вироби з рубленого м'яса — м'ясні страви, зліплені з дрібно нарубаного (меленого) м'яса тварин чи птиці (фаршу); подібні технології застосовуються до виробів з риби. Мелене м'ясо використовується в кулінарії як для того, щоб пом'якшити консистенцію страв, так і для більш швидкого їх приготування.

## Виготовлення рубленого м'яса
М'ясо для виробів готується багатьма способами:
- Дрібно нарубают ножем;
- Пропускається через м'ясорубку;
- Переводяться в пюреподібний стан за допомогою відбивного молотка.

Вироби легше зліпити і швидше приготувати з мілкоподрібненого і більш вологого м'яса, однак для міцності вироби з такого м'яса повинні бути невеликими; їх зазвичай не обсмажують, а швидко (5–10 хвилин) варять у воді або бульйоні.
З більш грубо подрібненого фаршу можна виготовити вироби більшого розміру: до 5–6 сантиметрів завширшки і 8–12 сантиметрів завдовжки. У довші вироби для підтримки міцності зазвичай додається м'якуш білого хліба в якості сполучного матеріалу. Такі вироби зазвичай панірують і обсмажують. У разі люля-кебабу, до 22 сантиметрів завдовжки, міцність досягається ретельним перемішуванням фаршу для того, щоб зі шматочків м'яса виділився білок і фарш став в'язким і щільним.

## Види страв
З меленого м'яса готується широкий набір страв з різними назвами. Найчастіше страви відрізняються лише зовнішнім виглядом: наприклад, битки - це ті ж котлети, але трішки меншого розміру, і не овальної, а круглої форми.
В. М. Рошаль виділяє наступні вироби з грубого фаршу:
- Котлети довгастої форми і вагою 50–60 грам;
- Битки (відбивні) схожі на котлети, але мають меншу вагу і круглу в плані форму, для них також використовується більш жирне м'ясо;
- Рубаний шніцель - це більша котлета, вагою близько 100 грам;
- Кебаби роблять у формі сосисок або ковбасок;
- Кюфта - кульки з баранини,
- Зрази - котлети з начинкою.

З тонкозмеленого м'яса готують невеликі кульки, для міцності додаючи також борошно і яйце:
- Фрикадельки мають форму невеликих кульок з фаршу;
- Кнелі виготовляються з напіврідкого фаршу, що набирається ложкою;
- Крокети виготовляються із застосуванням манної крупи або відвареного рису (їх можна обсмажувати);
- Тефтелі виходять при додаванні рису, томатного соку, цибулі, часнику, яєчного білка. Тефтелі зазвичай панірують і смажать.